# Apalis de capell
L'apalis de capell o apalis de casquet (Apalis nigriceps) és una espècie d'ocell passeriforme que pertany a la família Cisticolidae propia d'Àfrica occidental i central.